# Бане (гміна)
Гміна Бане (пол. Gmina Banie) — сільська гміна у північно-західній Польщі. Належить до Ґрифінського повіту Західнопоморського воєводства.
Станом на 31 грудня 2011 у гміні проживало 6555 осіб.

## Територія
Згідно з даними за 2007 рік площа гміни становила 205.81 км², у тому числі:
- орні землі: 60.00%
- ліси: 26.00%

Таким чином, площа гміни становить 11.01% площі повіту.

## Населення
Станом на 31 грудня 2011:
| Опис     | Загалом | Загалом | Чоловіки | Чоловіки | Жінки | Жінки |
| -------- | ------- | ------- | -------- | -------- | ----- | ----- |
| одиниця  | осіб    | %       | осіб     | %        | осіб  | %     |
| все      | 6555    | 100     | 3332     | 50.83    | 3223  | 49.17 |
| міське   | 0       | 100     | 0        |          | 0     |       |
| сільське | 6555    | 100     | 3332     | 50.83    | 3223  | 49.17 |

## Сусідні гміни
Гміна Бане межує з такими гмінами: Беліце, Відухова, Ґрифіно, Козеліце, Мислібуж, Тшцинсько-Здруй, Хойна.